# International football cup
L'International football cup ou Coupe Rappan est une compétition annuelle de  football européen qui fut disputée entre 1961 et 1967.

## Histoire
L'International football cup est créée en 1961 par Ernst Thommen et Karl Rappan. Cette compétition fut aussi appelée Rappan-Cup dans les pays de langue allemande. En 1961, la Coupe des clubs champions européens étant réservée aux champions nationaux et la Coupe des villes de foires aux hôtes de foires internationales, l'International football cup permettait à des clubs non qualifiés pour ces compétitions de participer à une coupe européenne. Cette compétition perdit progressivement de son importance du fait de l'ouverture progressive de la Coupe des villes de foires à d'autres participants et de l'établissement progressif de la Coupe des vainqueurs de coupe à partir de 1960-1961. La dernière édition de cette compétition eut ainsi lieu en 1966-1967.
La Coupe Intertoto fut créée en 1967 comme successeur à l'International football cup pour continuer à permettre aux petites équipes de s'affronter au niveau européen. Alors que l'International football cup se déroulait sur toute une saison, la nouvelle Coupe Intertoto se disputait en été pour permettre aux sociétés de paris européennes de proposer des matchs sur lesquels parier durant la trêve estivale.

## Palmarès
| Édition   | Vainqueur           | Finaliste           | Score              | Lieu                   |
| 1961-1962 | Ajax Amsterdam      | Feyenoord Rotterdam | 4 – 2              | Amsterdam              |
| 1962-1963 | Slovnaft Bratislava | Calcio Padoue       | 1 – 0              | Padoue                 |
| 1963-1964 | Slovnaft Bratislava | Polonia Bytom       | 1 – 0              | Vienne                 |
| 1964-1965 | Polonia Bytom       | Lokomotive Leipzig  | 0 – 3 / 5 – 1      | Leipzig / Bytom        |
| 1965-1966 | Lokomotive Leipzig  | IFK Norrköping      | 0 – 1 / 4 – 0      | Norrköping / Leipzig   |
| 1966-1967 | Eintracht Francfort | Slovnaft Bratislava | 3 – 2 / 1 – 1 a.p. | Bratislava / Francfort |